# لوكا كيليان
لوكا كيليان (بالألمانية: Luca Kilian)‏ (مواليد 1 سبتمبر 1999) هو لاعب كرة قدم ألماني يلعب كمدافع في ماينتس 05.

## روابط خارجية
- لوكا كيليان على موقع قاعدة بيانات كرة القدم.إي يو (الإنجليزية)
- لوكا كيليان على موقع Soccerway.com (الإنجليزية)
- لوكا كيليان على موقع عالم كرة القدم.نت (الإنجليزية)